# 凌雲禪寺
25°07′32″N 121°25′33″E / 25.125434°N 121.425966°E
凌雲禪寺，乃日治時期明治42年（1909年）由大稻埕富商劉金波捐獻，幫助三重埔菜寮寶海法師建立。凌雲禪寺地處台灣新北市五股區觀音山上，於開山凌雲寺之後方，廟內主要供奉觀音菩薩。

## 沿革

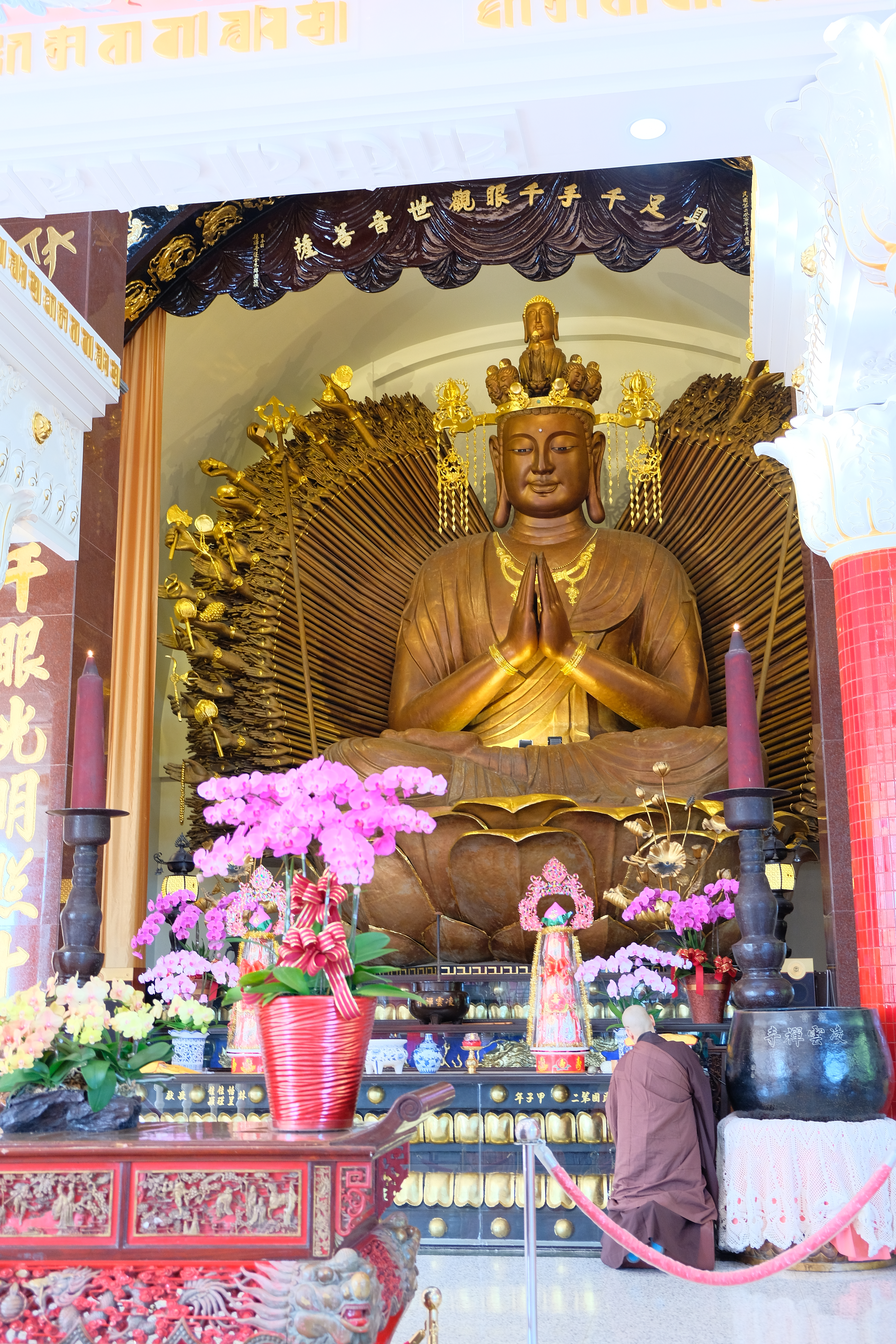
凌雲禪寺千手千眼觀世音菩薩

在《宗教臺帳》一書中，記載凌雲禪寺占地約有9200坪，氣勢與規模甚大，曾於大正三年（1914年）和大正七年（1918年）整修增築，因加入日本臨濟宗妙心寺派稱「臨濟宗妙心寺派觀音山凌雲禪寺」，開觀音山派（凌雲寺派），與基隆月眉山派、大湖法雲寺派、高雄大崗山派並稱日治時代台灣佛教四大門派、四大名山，並曾經當選為淡水八景之一。
大正十五年（1926年），日本佛教界由各地佛寺募捐數尊石雕觀音像來台，在內巖（凌雲寺）與外巖（五股西雲寺）之間的道路上設置「台北西國三十三所靈場」，即今「禮佛古道」。
民國81年（1992年），9月9日凌晨，禪寺後山崩塌，土石壓毀後殿。民國82年（1993年），6月5日下午發生第二次山崩，石塊泥漿沖入後殿。

## 交通
- 自行開車

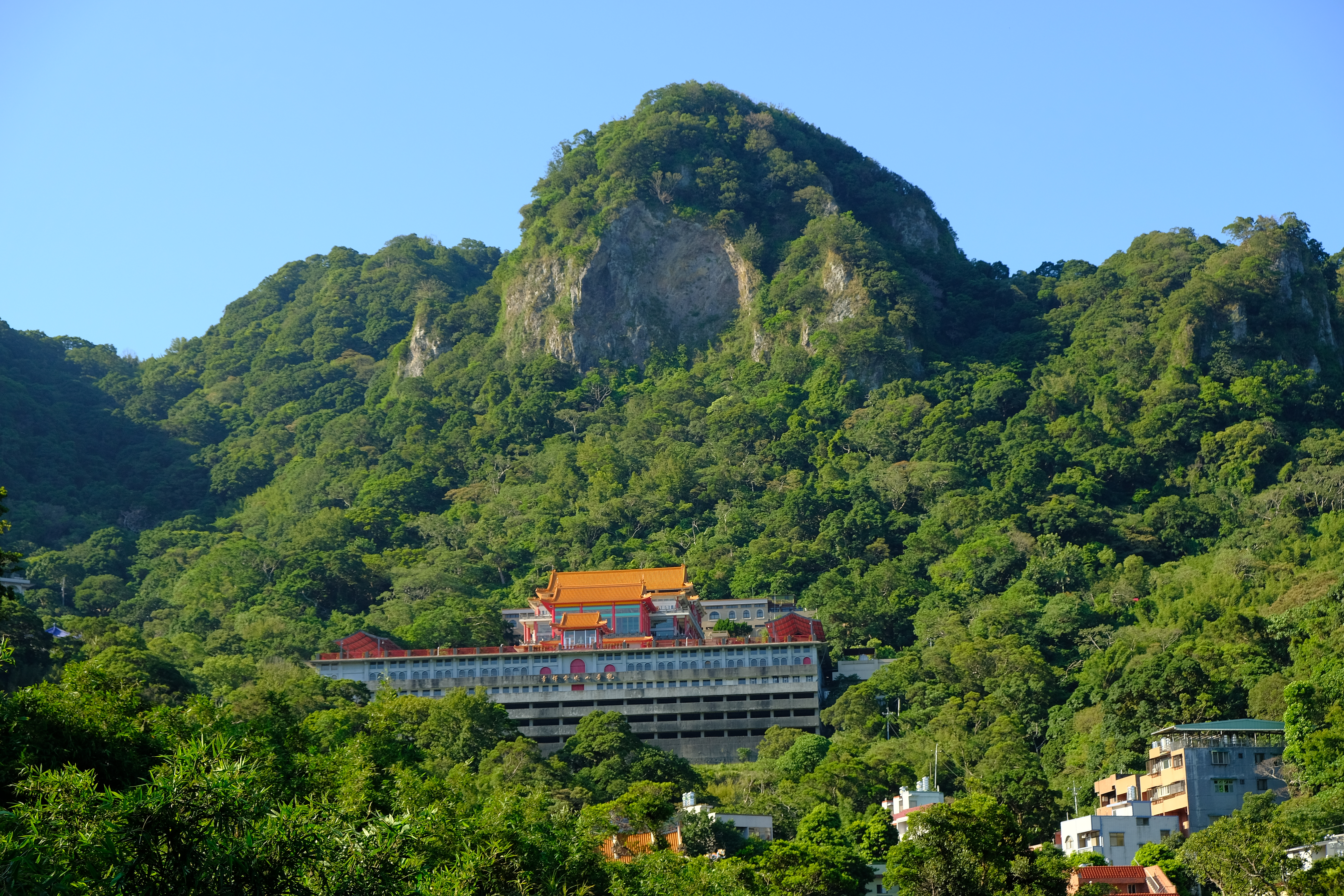
凌雲禪寺

- 五股交流道—八里方向--新五路（107甲）—成泰路（107）—左轉凌雲路〈5公里〉—凌雲寺
- 關渡橋—左轉成泰路（103）—成泰路（107）—右轉凌雲路〈5公里〉—凌雲寺
- 省道台64線東西向快速公路往八里方向，於觀音山交流道下左轉凌雲路行駛約4公里即可抵達

- 公車

- 捷運蘆洲線（4號線）—蘆洲站1號三民路出口—三重客運—新北市區公車橘20路線—30分—觀音山凌雲寺
- 三重客運—新北市區公車785路線—〈北門—觀音山〉北門—三重—蘆洲—成洲—觀音山〈開山凌雲寺終點站〉

## 外部連結
- 凌雲禪寺-新北市觀光旅遊網 （页面存档备份，存于）
- 凌雲禪寺-交通部觀光局 北海岸及觀音山國家風景區管理處觀光資訊網 （页面存档备份，存于）